# 船原温泉
船原温泉（ふなばらおんせん）は、静岡県伊豆市上船原（旧・田方郡天城湯ケ島町上船原）にある温泉並びに温泉郷。

## 歴史

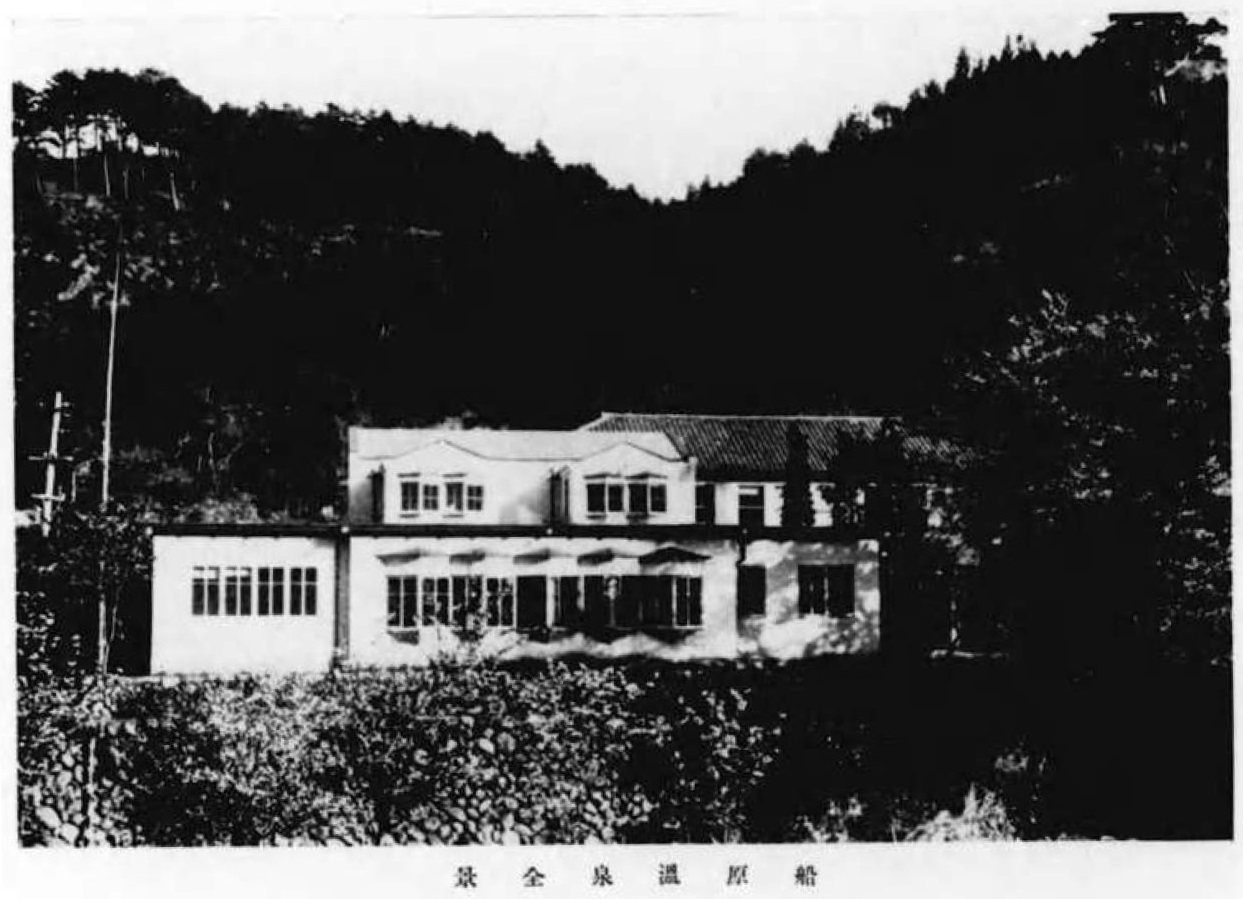
船原温泉（1930年頃）

船原という地名は、当地が山と山の間に位置し、その間を船原川が流れており、船に似た景色となっていることから名付けられた。古くは上船原温泉という呼び名も見られる。
江戸時代には甲の湯、乙の湯に分れていたとされ、昔から知られた温泉地であったが、交通が不便であったために長らく来湯者は他の温泉地に比べて少ない状況が続いていた。1913年（大正2年）の案内には「四近山岳の風光は別に賞すべきもの見ざれど寂静にして且費用低廉なるを以て治療客以外に京浜より保養に来る者亦尠からず」、1925年（大正14年）には「却つて都風をさけて自然の美を味ひつゝ静養するには好適地なり」との記述が見られる。
1931年（昭和6年）の時点では鈴木館と船原館の2軒の旅館があり、「閑寂素撲にして野趣愛すべし」とされている。戦後、1962年（昭和37年）のガイドでも「船原川にそった静かなところで, 月ガ瀬や嵯峨沢よりも, 天城の山ふところ深いせいか, ひなびた趣きがある」と解説されており、この時点では4軒の宿泊施設があった。
変化が訪れたのは1960年代初めのことで、戦前から存在した船原ホテルを、石川武義が社長を務める富士観光が買収し、約2000平方メートルという広大な敷地に、鉄筋コンクリート4階建ての本館、お狩場焼や鱒釣り用の施設、クレー射撃場などを建設していった。ごくひなびた温泉郷に過ぎなかった船原温泉でのこの投資に、石川へは周囲から「あんなへんぴなところへ、客が集まるわけがない。大きなバクチだ」と危険視されたが、投資は成功し、純金風呂設置前の1964年（昭和39年）時点で既に、月に1万人の来客、売上げ5000万円を達成しており、湯ヶ島、修善寺、大仁、船原などを全て合せた天城温泉郷の中で、船原ホテルが料理飲食税納入番付の1位を独走していたという。
しかし1983年（昭和58年）11月24日午前3時40分頃、船原ホテルの本館最上階の4階宴会場附近から出火。死者は出なかったものの、520畳敷大広間など、4階部分の約800平方メートルが全焼した。年が明けた1984年（昭和59年）5月に、船原ホテルは旅館組合に脱退届を提出、閉館した。
閉館から22年後の2005年（平成17年）12月24日、観光会社の時之栖が旧船原ホテル跡地に、日帰り温泉施設「湯冶場ほたる」を開業したが、2024年12月27日をもって閉館した。

## 泉質
無色透明の単純泉、苦味泉（芒硝性苦味泉）。弱酸性温泉で、泉温は32～90度。硫酸ナトリウム、クロールナトリウム、硫酸カルシウム、炭酸ナトリウム、クロールカリウム、炭酸マグネシウム、酸化鉄、珪酸、遊離炭酸等を含んでいる。
効能については「疥癬 打撲 損傷」、「梅毒、皮膚病、腫物類」、「関節病生殖器病、慢性皮膚病には特に効能多し」、「関節リウマチス、神経痛、子宮病、胃膓病、ヒステリー、慢性湿疹、脊体癆、腺病等に特効がある」、「疥癬、打撲、蒼毒、腫物、レウマチス、子宮病などに奇効がある」、「神経痛・リューマチなどにきく」、「婦人病・ヒステリーの名湯で、このほか神経系諸病、リューマチス、慢性湿疹、胃腸病、眼病によい」などとされる。

## 伝説
古くから知られる船原温泉には、源頼朝もしばしば入浴したとされるほか、以下のような伝説がある。
- 瘡岩さん - 昔、上船原横金で痘瘡の身を養っている、岩さんと呼ばれる男がいた。岩さんが亡くなってのち、死んだら船原の地に埋めてほしい、私のように病気で悩む人がいれば助けてあげましょう、との遺言に従い、岩さんはここに葬られた。のちに墓は「瘡岩さんの墓」と呼ばれるようになり、願をかけるとあらゆる皮膚病が全快すると言われて、詣でる者が多くいたという。墓には「大道瘡岩居士　万延元年三月十五日建之」と刻まれている。

- 鍋かむり塚 - 昔、林金の旧家へ、首から上にひどい瘡を患った男が助けを求めてきた。主人は屋敷に男を住まわせ、温泉で治療できるように計らったがやがて男は亡くなり、こんな姿を見られては恥ずかしいから古鍋をかぶせて埋めてほしい、首から上に病のある人が詣でてくれるなら治して差し上げましょう、と言い残した。男の墓は今も「鍋かむり塚」として残っている。

- 大久保長安の夢 - 伊豆各地で金鉱を開発した大久保長安は、若い頃、金鉱を探して毎日伊豆を歩き廻っていた。或る日、夢に鳳凰に乗った老人が現れ、湯の湧くところに金が眠っていると大久保に教えた。この夢を信じて大久保は金脈の発見に成功したという。また、船原ホテルに設置されていた純金風呂は、この伝説の鳳凰を模したものであるともいう。